# A Star Is Born (film, 2018)
Pour les articles homonymes, voir Une étoile est née.
Pour plus de détails, voir Fiche technique et Distribution.
A Star Is Born ou Une étoile est née est un film musical américain coécrit, coproduit et réalisé par Bradley Cooper, sorti en 2018. Salué à la fois par le public et les critiques, le film et sa bande originale remportent plus d'une soixantaine de prix.
Il s'agit du quatrième remake du film Une étoile est née de William A. Wellman, sorti en 1937.
Star de rock et de country sur le déclin, Jackson Maine (Bradley Cooper) découvre Ally Campana (Lady Gaga), une jeune chanteuse très prometteuse. Tandis qu'ils tombent follement amoureux l'un de l'autre, Jackson propulse Ally sur le devant de la scène et fait d'elle une artiste adulée par le public. Bientôt éclipsé par le succès de la jeune femme, il vit de plus en plus mal son propre déclin.

## Synopsis
Jackson Maine (Bradley Cooper) se produit dans des concerts qui se vendent bien — tout en ayant des acouphènes assez fréquents et des addictions à l'alcool et à la drogue qu'il cache au public. Son principal soutien et manager n'est autre que son demi-frère aîné Bobby (Sam Elliott) qui s'occupe de lui. Ally Campana (Lady Gaga) est une jeune autrice-compositrice qui travaille comme serveuse avec son ami Ramon (Anthony Ramos), tout en chantant dans un bar de drag queens. Après un concert au Coachella Festival, Jackson arrive dans ce même bar pour boire un verre et découvre Ally qui chante La Vie en rose. Impressionné par son talent, il partage un verre avec elle. Ally lui révèle qu'elle n'a jamais poursuivi de carrière professionnelle car les gens de l'industrie lui ont trop souvent dit qu'elle avait un nez trop grand et qu'elle n'arriverait jamais à rien. Jackson lui avoue trouver cela séduisant et lui propose d'écrire des chansons ensemble. Elle le ramène chez elle, où elle vit avec son père veuf, Lorenzo (Andrew Dice Clay), qui dirige un service de chauffeurs avec ses amis. Jackson demande à Ally de venir à son concert le soir même, mais elle refuse malgré l'insistance de Lorenzo. Elle change finalement d'avis et emmène Ramon avec elle. Jackson demande à Ally de chanter avec lui sur scène. Après hésitation, elle cède et finit par être adulée sur les réseaux sociaux grâce à son interprétation de Shallow.
Jackson et Ally partent sur les routes, chantent ensemble à plusieurs concerts et commencent à se lier. Après l'évanouissement de Jackson à cause de son alcoolisme, Bobby conseille à Ally d'être très prudente avec lui. Jackson emmène Ally en Arizona voir une ferme qu'il a achetée pour Bobby et où son père est enterré, mais découvre que Bobby a vendu le terrain et que le corps de leur père a été emporté dans une tornade. Furieux de sa trahison, Jackson frappe Bobby, qui décide de démissionner de son poste de manager.
À la fin d'un concert, Ally rencontre Rez (Rafi Gavron), un producteur qui lui propose un contrat après l'avoir entendu chanter Always Remember Us This Way. Bien qu'il soit visiblement contrarié, Jackson soutient sa décision et aide Ally à traverser les premières épreuves de sa notoriété. Pendant un de ces concerts, Rez réprimande Ally sur sa décision d'annuler le numéro de danse initialement prévu et lui suggère de se teindre les cheveux en blond platine, ce qu'elle refuse. Supposé venir au concert, Jackson, ivre, s'évanouit en centre-ville et est aidé par Noodles (Dave Chappelle), un de ses amis d'enfance qui l'autorise à rester temporairement chez lui. Ally le rejoint et lui avoue avoir de plus en plus de mal à supporter ses addictions. Jackson lui fait alors sa demande en mariage en créant une bague avec un bout de corde de guitare, et ils se marient le jour même.
Pendant qu'Ally se produit dans l'émission Saturday Night Live, Bobby arrive et se réconcilie avec Jackson. Plus tard, Jackson exprime sa réprobation face à une des chansons d'Ally, Why Did You Do That, qui perd en authenticité et se transforme petit à petit en produit commercial. Jackson traitant son épouse de « laide », tous deux se disputent puis essaient rapidement de laisser le problème derrière eux. Sous l'emprise de l'alcool et des opiacés, Jackson se produit aux Grammy Awards avec un hommage à Roy Orbison. Ally remporte le Grammy de la meilleure nouvelle artiste, qui lui est remis par Halsey. Pendant que la gagnante prononce son discours, Jackson arrive sur scène au même moment mais s'humilie en s'urinant dessus et en perdant connaissance. Lorenzo et sa fille l'emmènent dans les coulisses, le réprimandent et le mettent sous une douche pour le faire dessoûler. À la suite de cet incident, Jackson part en cure de désintoxication.
Ally lui rend visite et Jackson s'excuse pour son comportement. Avant le retour de Jackson chez lui à la fin de sa cure, Ally propose à Rez de faire une tournée commune avec son mari, désormais sobre et remis sur pied. Mais le manager refuse catégoriquement. Hors d'elle, Ally lui dit qu'elle préfère annuler la tournée. Rez se rend à leur domicile et dit en privé à Jackson qu'il finira par replonger tôt ou tard et qu'il pourrait ruiner la carrière d'Ally à cause de ses addictions, mais qu'elle n'osera jamais lui dire. Celle-ci ment à Jackson et lui explique qu'elle a annulé sa tournée européenne pour enregistrer son deuxième album. Lorsqu'elle part pour son dernier show, elle lui demande de la rejoindre sur scène pour chanter ensemble. Il accepte. Mais après le départ d'Ally, Jackson prend des pilules et se suicide en se pendant, comme il avait tenté de le faire durant sa jeunesse.
Ally demeure inconsolable malgré les efforts de Lorenzo et de Ramon pour l'aider. Bobby lui explique que la mort de Jackson n'est pas sa faute mais celle de Jackson lui-même. Elle s'approprie une chanson que Jackson avait écrite mais jamais présentée en public, I'll Never Love Again, et décide de la chanter à une cérémonie de commémoration, au Shrine Auditorium, où elle se présente elle-même comme Ally Maine. Elle se remémore le moment où Jackson la lui avait présentée chez eux et regarde vers le haut, une larme à l'œil.

## Fiche technique
Sauf indication contraire, les informations mentionnées dans cette section peuvent être confirmées par la base de données cinématographiques IMDb,  présente dans la section « Liens externes ».
- Titre original et français : A Star Is Born
- Titre québécois : Une étoile est née
- Réalisation : Bradley Cooper
- Scénario : Bradley Cooper, Eric Roth et Will Fetters d'après le scénario original écrit par William A. Wellman, Robert Carson, Dorothy Parker et Alan Campbell
- Direction artistique : Matthew Horan
- Décors : Karen Murphy
- Costumes : Erin Benach
- Photographie : Matthew Libatique
- Montage : Jay Cassidy
- Production : Bradley Cooper, Bill Gerber, Lynette Howell Taylor, Jon Peters, Todd Phillips et Clint Eastwood

Production déléguée : Basil Iwanyk, Ravi D. Mehta et Courtenay Valenti
- Sociétés de production : Warner Bros., Live Nation Productions, Metro-Goldwyn-Mayer (en association), Peters Entertainment, Gerber Pictures, Joint Effort et Malpaso Productions
- Société de distribution : Warner Bros.
- Budget : 36 millions de dollars[réf. nécessaire]
- Pays de production :  États-Unis
- Langue originale : Anglais
- Format : Couleur — 2,39:1 — son Dolby Atmos / Auro 11.1 / Sonics-DDP / DTS (X) / SDDS
- Genres : Drame romantique musical
- Durée : 135 minutes (version normale) / 147 minutes (version longue)
- Dates de sortie :
  - France : 3 octobre 2018
  - États-Unis : 5 octobre 2018
- Classification :
  -  France : Tout public
  -  États-Unis : R - Restricted (interdit aux moins de 17 ans)
- Diffusion à la télévision :
  -  France : 21 novembre 2021 sur TF1 et 24 novembre 2022 sur TMC

## Distribution
- Bradley Cooper (VF : Alexis Victor ; VQ : Marc-André Bélanger) : Jackson Maine
- Lady Gaga (VF : Edwige Lemoine ; VQ : Éveline Gélinas) : Ally Campana
- Sam Elliott (VF : François Siener ; VQ : Guy Nadon) : Bobby Maine, le demi-frère de Jackson
- Rafi Gavron (VF : Théo Frilet ; VQ : Nicholas Savard L'Herbier) : Rez Gavron, le producteur d'Ally
- Andrew Dice Clay (en) (VF : Michel Elias ; VQ : Benoît Rousseau) : Lorenzo Campana, le père d'Ally
- Dave Chappelle (VF : Asto Montcho ; VQ : Widemir Normil) : Noodles, l'ami de Jackson
- Anthony Ramos (VF : Jhos Lican ; VQ : Louis-Philippe Berthiaume) : Ramon, l'ami d'Ally
- Drena De Niro : Paulette, la femme de Noodles
- Michael Harney (VF : Jean-François Aupied) : Wolfe, un ami de Lorenzo
- Rebecca Field (VF : Florence Mazot) : Gail
- Michael D. Roberts (VF : Patrick Raynal) : Matty
- Promise of the Real : Les musiciens de Jackson
- Alec Baldwin (VF : Bernard Lanneau ; VQ : Marc Bellier) : lui-même
- Halsey : elle-même
- Willam Belli (VF : Emmanuel Curtil) : Emerald
- Greg Grunberg (VF : Cédric Ingard) : Le chauffeur de Jackson
- DJ Shangela Pierce (VF : Christophe Lemoine) : Le chauffeur de salle de la soirée Drag Queen

- Version française
  - Société de doublage : Dubbing Brothers
  - Direction artistique : Béatrice Delfe
  - Adaptation des dialogues : Juliette Caron et Manuel Delilez

Sources et légende : version française (VF) sur Allodoublage. Version québécoise (VQ) sur Doublage Québec

## Production
| |  |  |
| Les acteurs principaux Bradley Cooper et Stefani Germanotta alias Lady Gaga à la première du film au Festival international du film de Toronto 2018. |  |  |

### Développement et attribution des rôles
En 2011, il est annoncé que Clint Eastwood est en négociations pour diriger la chanteuse Beyoncé Knowles dans le troisième remake du film Une étoile est née de William A. Wellman sorti en 1937. Le projet est cependant retardé en raison de la grossesse de la chanteuse. En avril 2012, le scénariste Will Fetters rapporte en interview que le script est très inspiré par Kurt Cobain.
De nombreux acteurs sont contactés pour le rôle masculin principal : Leonardo DiCaprio, Will Smith, Christian Bale, Tom Cruise ou encore Johnny Depp le refusent. En octobre 2012, Beyoncé quitte finalement le projet, alors que Bradley Cooper est annoncé dans le rôle masculin. Eastwood montre alors de l'intérêt pour Esperanza Spalding dans le rôle de la chanteuse.
En mars 2015, Warner Bros. annonce finalement que Cooper est en négociations avancées pour également faire ses débuts de réalisateur en plus de donner la réplique à Knowles, qui est alors à nouveau attachée au projet. En mai 2016, c'est finalement la chanteuse et actrice Lady Gaga qui est évoquée pour le rôle féminin principal. Sa présence est officialisée en août 2016,.
En novembre 2016, il est annoncé que l'intégration de Ray Liotta à la distribution est en discussion. En mars 2017, l'acteur Sam Elliott obtient lui aussi un rôle, alors qu'Andrew Dice Clay campe Lorenzo, le père du personnage incarné par Lady Gaga après que Robert De Niro et John Travolta ont tous deux été pressentis pour le rôle.

### Tournage
Le tournage débute le 17 avril 2017. Il a lieu à Los Angeles. Après avoir envisagé de tourner certaines séquences en studio, l'équipe du film a finalement pu avoir accès à de véritables lieux de concerts tels que le Regent Theatre, le Forum d'Inglewood, le plateau de l’émission Saturday Night Live et le Shrine Auditorium. Des séquences de concert sont tournées durant l'édition 2017 du Coachella Festival, où la tête d'affiche n'est autre que Lady Gaga. La chanteuse fait ensuite appel à ses propres fans pour faire de la figuration pour le tournage de nouvelles séquences de concert filmées en mai 2017 au Greek Theatre. Dès le départ, Gaga et Cooper se sont mis d'accord pour enregistrer toutes leurs performances musicales en direct, sans avoir recours au playback. Steve Morrow, ingénieur du son sur le film, explique : « Dans les films musicaux traditionnels, on a l'impression que lorsque la musique commence, nous nous retrouvons dans un autre univers sonore. C'est exactement ce que Bradley et Gaga voulaient éviter. » Bradley Cooper a travaillé avec le répétiteur Tim Monich pour mettre au point le timbre de voix de son personnage Jackson Maine, plus grave que sa voix naturelle et plus proche du timbre de Sam Elliott, qui joue son frère dans le film. Cooper explique : « On a passé des mois à travailler la voix de Jack et mon registre a dû baisser d'une octave. »
Afin que Gaga soit au naturel, Cooper aurait tout simplement caché son maquillage.

### Musique
Les chansons du film sont interprétées par Lady Gaga et Bradley Cooper. Elles sont composées et écrites par Lady Gaga, Bradley Cooper, Lukas Nelson, Diane Warren, Anthony Rossomando ou encore Mark Ronson.
La bande originale du film sort le 5 octobre 2018 sous le label Interscope. Elle atteindra la première place des ventes dans plus de vingt pays et la huitième place des meilleures ventes mondiales de 2018. L'album est certifié disque d'or en Italie, disque de platine au Royaume-Uni, au Danemark, en Autriche et double disque de platine aux États-Unis, en France, au Canada et en Australie. L'album s'est vendu à plus de six millions d'exemplaires dans le monde.
La chanson Shallow est quant à elle certifiée single de diamant en France et single de platine aux États-Unis où elle dépasse le million d'exemplaires vendus tout comme au Royaume-Uni. La chanson passe plus de 105 jours en tête des titres les plus téléchargés mondialement sur ITunes.
Les deux autres singles promotionnels, Always Remember Us This Way et I'll Never Love Again, sont quant à eux respectivement certifiés single de platine et single d'or en France. Always Remember Us This Way est aussi certifiée single d'or au Royaume-Uni où la chanson franchit les 400 000 ventes.

## Accueil

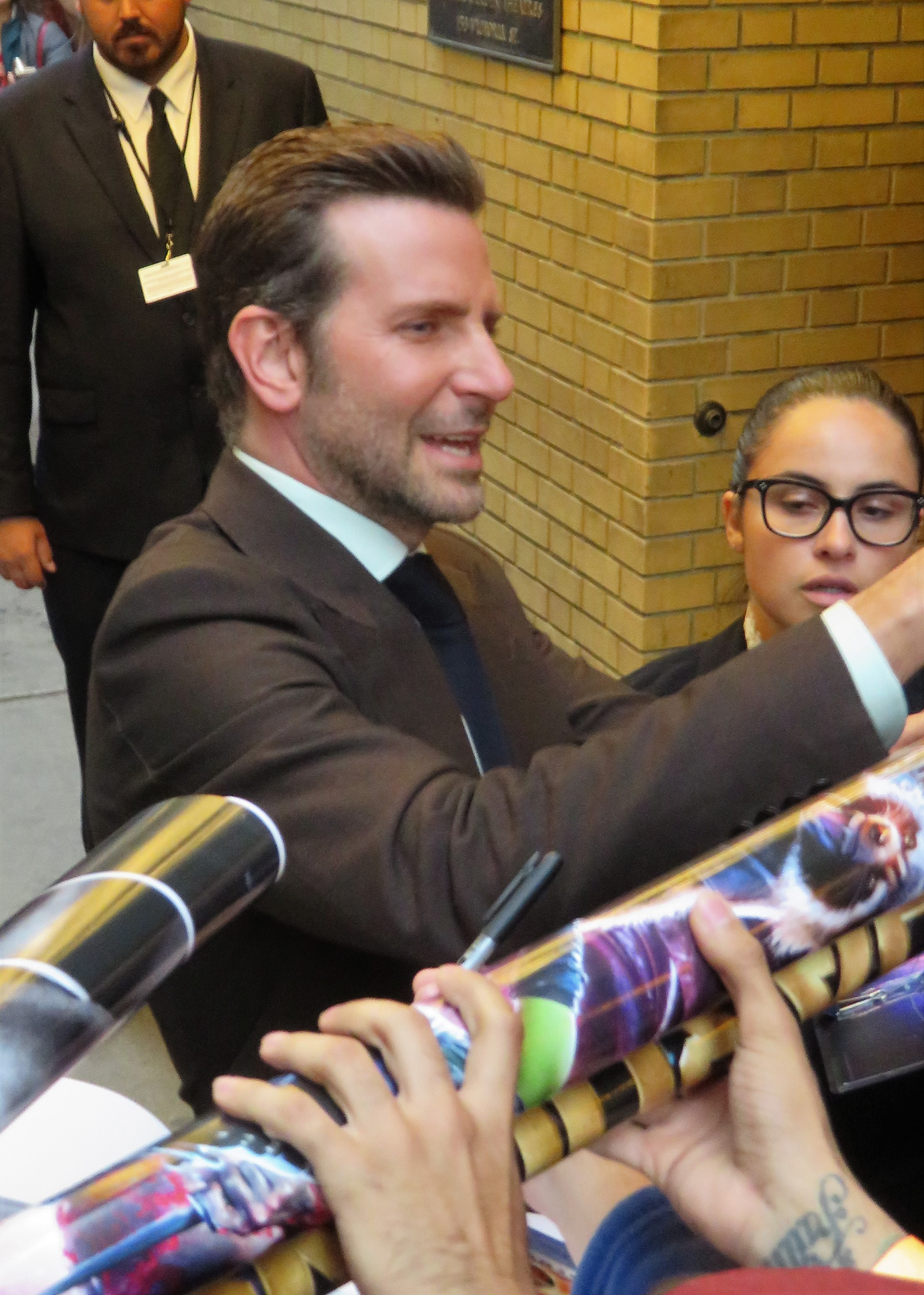
Bradley Cooper à la première de A Star Is Born, 2018 Toronto Film Festival

### Critique
Sur le site français AlloCiné, A Star Is Born obtient une note moyenne de 3,3/5 pour 24 titres de presse.
Le site agrégateur de revues américain Rotten Tomatoes assigne la note 90 sur 100 au film avec une note moyenne de 8.03/10 sur une base de 511 votes. L'autre site de référence mondiale dans l'agrégation de revues, Metacritic, lui donne la note de 88 sur 100.
La majorité de la presse internationale est séduite par le jeu d'acteur entre Bradley Cooper et Lady Gaga, et salue notamment la prestation de cette dernière en tant qu'actrice et les premiers pas concluants de son acolyte à la réalisation. Pour le magazine Time « Cooper a réussi à faire un mélodrame génial pour ses contemporains. » Pour Entertainment Weekly « Cooper porte le film par les deux bouts »  tandis que le Film Journal International  écrit « La performance de Lady Gaga est électrisante ». Côté français, pour Le Figaro « Porté par l'interprétation magistrale de Lady Gaga, le remake de A Star Is Born réalisé par Bradley Cooper est une fable réussie. »[réf. nécessaire] Le journal Le Parisien juge que « Pour sa première réalisation, Bradley Cooper - irrésistible en chanteur fatigué - impressionne : les scènes de concert donnent la chair de poule et les visages sont particulièrement bien filmés. »[réf. nécessaire]
En ce qui concerne le public, il est totalement conquis avec une moyenne de 4,5/5. A Star Is Born est classé en 4e position des meilleurs films de 2018 selon les spectateurs.

### Box-office
Avec un budget de 36 millions de dollars, le film devient rentable dès sa première semaine d'exploitation et rencontre un grand succès mondial.
La semaine de sa sortie, A Star Is Born rapporte en effet 41,25 millions de dollars aux États-Unis et quatorze millions à l'international, dont 5,3 millions au Royaume-Uni, 2,1 millions en France et 1,9 million en Allemagne.
Le film atteint la pole position du box-office en Italie, en Australie, au Portugal, au Québec et au Royaume-Uni. En l'espace de deux mois seulement, A Star Is Born devient le 2e plus grand succès de 2018 au box-office irlandais.
Le film termine à la 20e place du box office mondial 2018  et à la 11e place au box office américain.
| Pays ou région | Box-office        | Date d'arrêt du box-office | Nombre de semaines |
| -------------- | ----------------- | -------------------------- | ------------------ |
| États-Unis     | 215 288 866 $     | 4 avril 2019               | 26                 |
| France         | 2 006 777 entrées | 26 avril 2019              | 30                 |
| Mondial        | 434 888 866 $     | 26 avril 2019              | 30                 |

### DVD et Blu-Ray
Le film sort en DVD/Blu-Ray le 20 février 2019 aux États-Unis, en France et dans le reste du monde. Il se classe directement #1 des ventes sur les deux formats la semaine de sa sortie aux États-Unis. Il s'écoule au total plus de 1,2 million de copies sur le sol américain.
Une version longue du film nommée A Star Is Born Encore, avec 12 minutes supplémentaires de scènes inédites, est sortie en Blu-Ray le 5 juin 2019.

## Distinctions
Sauf indication contraire, les informations mentionnées dans cette section peuvent être confirmées par la base de données cinématographiques IMDb,  présente dans la section « Liens externes ».

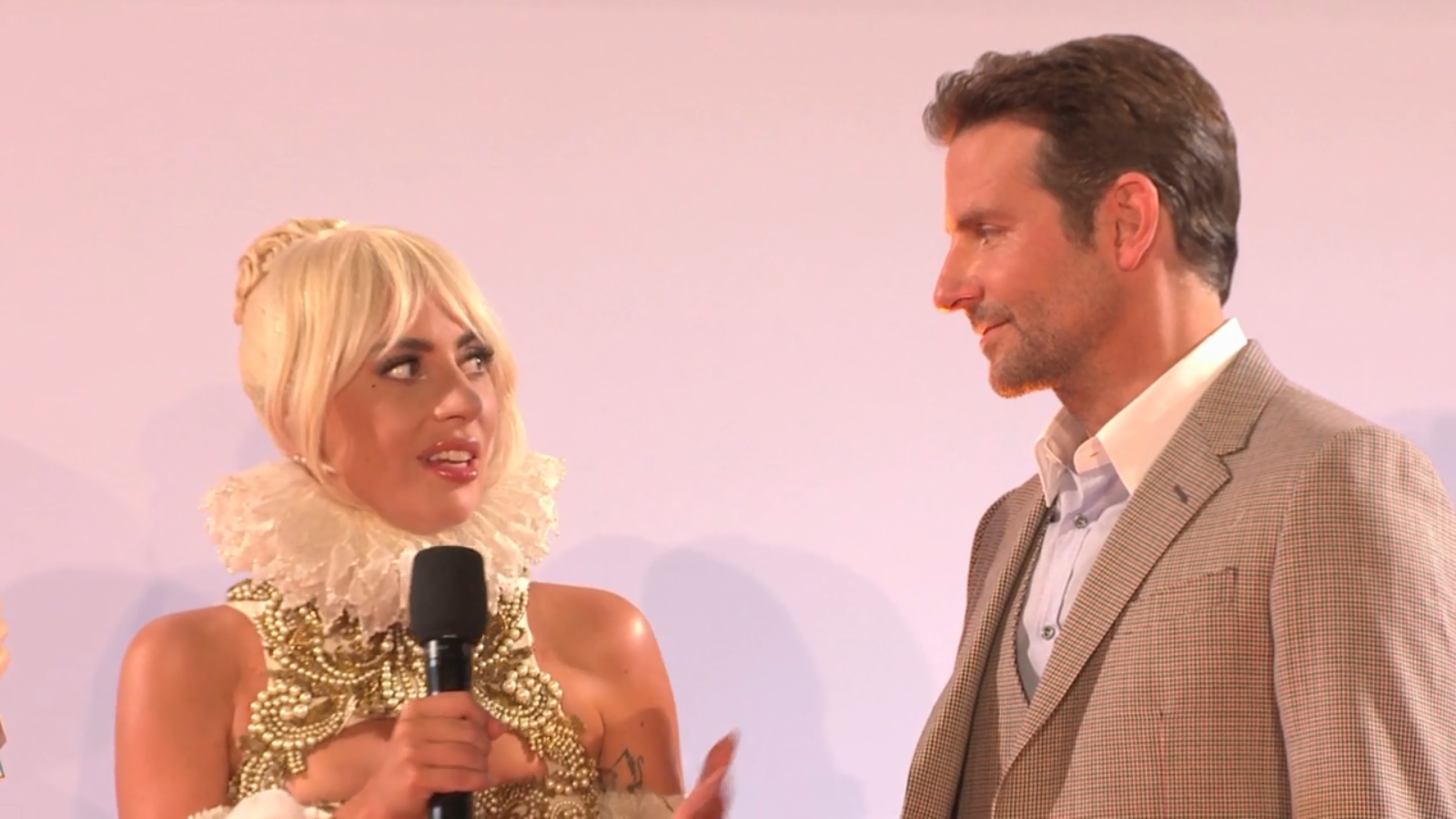
Lady Gaga et Bradley Cooper à la première londonienne du film.

Salué à la fois par le public et les critiques, A Star Is Born et sa bande originale récoltent pas moins de 225 nominations et remportent plus d'une soixantaine de prix dont voici les plus prestigieux.

### Récompenses
- Grammy Awards 2020 :
  - Meilleure bande originale de compilation pour un média visuel : Lady Gaga, Bradley Cooper et Lukas Nelson pour l'ensemble de la bande originale
  - Meilleure chanson pour un média visuel : I'll Never Love Again interprétée par Lady Gaga et Bradley Cooper
- Oscars 2019 :
  - Meilleure chanson originale : Shallow interprétée par Lady Gaga et Bradley Cooper
- Golden Globes 2019 :
  - Golden Globe de la meilleure chanson originale : Shallow interprétée par Lady Gaga et Bradley Cooper
- Grammy Awards 2019 :
  - Meilleure chanson écrite pour un média visuel : Shallow interprétée par Lady Gaga et Bradley Cooper
  - Meilleure prestation pop d'un duo ou groupe : Shallow interprétée par Lady Gaga et Bradley Cooper
- Critics' Choice Movie Awards 2019 :
  - Meilleure actrice : Lady Gaga
  - Meilleure chanson originale : Shallow interprétée par Lady Gaga et Bradley Cooper
- BAFTA 2019 :
  - Meilleure musique de film : Lady Gaga, Bradley Cooper et Lukas Nelson pour l'ensemble de la bande originale
- Satellite Awards 2019 :
  - Meilleur film
  - Meilleure chanson originale : Shallow interprétée par Lady Gaga et Bradley Cooper
  - Meilleure photographie
- MTV Movie Award 2019
  - Meilleure performance dans un film : Lady Gaga
  - Meilleur moment musical : Shallow interprétée par Lady Gaga et Bradley Cooper
- Make-Up and Hair Stylists Guild Awards (en) 2019 :
  - Meilleur maquillage
- PETA Oscat 2019 :
  - Meilleure réalisation : Bradley Cooper
- National Board of Review 2018 :
  - Meilleure réalisation : Bradley Cooper
  - Meilleure actrice : Lady Gaga
  - Meilleur acteur dans un second rôle : Sam Elliott
- AFI Awards :
  - Film de l'année
- LVFCS Awards :
  - Meilleure chanson originale : Shallow interprétée par Lady Gaga et Bradley Cooper
  - Meilleure actrice : Lady Gaga
  - Meilleur acteur dans un second rôle : Sam Elliott
  - Meilleure révélation réalisateur de l'année : Bradley Cooper
- North Carolina Film Critics Awards 2018 :
  - Meilleure Musique de film
- African-American Film Critics Association Awards :
  - AAFCA Top 10 Films
- Washington DC Area Film Critics Association Awards 2018 :
  - Meilleure actrice : Lady Gaga
  - Meilleur acteur : Bradley Cooper

### Nominations
- Billboard Music Awards 2019
  - Meilleure bande originale
  - Meilleure chanson la plus vendue : Shallow interprétée par Lady Gaga et Bradley Cooper
  - Billboard Chart Achievement : Lady Gaga et Bradley Cooper
- Oscars 2019 :
  - Meilleur film
  - Meilleur acteur : Bradley Cooper
  - Meilleure actrice : Lady Gaga
  - Meilleur acteur dans un second rôle : Sam Elliot
  - Meilleur scénario adapté : Bradley Cooper et Eric Roth
  - Meilleure photographie
  - Meilleur mixage de son
- BAFTA 2019 :
  - Meilleur film
  - Meilleur acteur : Bradley Cooper
  - Meilleure actrice : Lady Gaga
  - Meilleure réalisation : Bradley Cooper
  - Meilleur scénario adapté : Bradley Cooper et Eric Roth
  - Meilleur son
- Satellite Awards 2019 :
  - Meilleure réalisation : Bradley Cooper
  - Meilleur scénario adapté : Bradley Cooper et Eric Roth
  - Meilleure actrice : Lady Gaga
  - Meilleur acteur : Bradley Cooper
  - Meilleur acteur dans un second rôle : Sam Elliott
  - Meilleur son
  - Meilleur montage
  - Meilleurs costumes
- Grammy Awards 2019 :
  - Chanson de l'année : Shallow interprétée par Lady Gaga et Bradley Cooper
  - Enregistrement de l'année : Shallow interprétée par Lady Gaga et Bradley Cooper
- Golden Globes 2019 :
  - Golden Globe du meilleur film dramatique
  - Golden Globe de la meilleure réalisation : Bradley Cooper
  - Golden Globe de la meilleure actrice dans un film dramatique : Lady Gaga
  - Golden Globe du meilleur acteur dans un film dramatique : Bradley Cooper
- Critics' Choice Movie Awards 2019 :
  - Meilleur film
  - Meilleure réalisation : Bradley Cooper
  - Meilleur scénario adapté: Bradley Cooper et Eric Roth
  - Meilleur acteur : Bradley Cooper
  - Meilleur acteur dans un second rôle : Sam Elliott
  - Meilleure cinématographie
  - Meilleur montage
- Screen Actors Guild Awards 2019 :
  - Meilleur acteur : Bradley Cooper
  - Meilleure actrice : Lady Gaga
  - Meilleur acteur dans un second rôle : Sam Elliott
  - Meilleure distribution
- Producers Guild Award 2019 :
  - Meilleur film
- Art Directors Guild Award 2019 :
  - Meilleur film contemporain
- Writers Guild Awards 2019 :
  - Meilleur scénario adapté
- Directors Guild Awards 2019
  - Meilleure réalisation
- LVFCS Awards
  - Meilleur film (2e)